# Л. Пантелеев
Л. Пантеле́ев — литературный псевдоним; имя при рождении Алексе́й Ива́нович Ереме́ев, (9 [22] августа 1908, Санкт-Петербург — 9 июля 1987, Ленинград) — советский писатель, получивший известность благодаря автобиографической дилогии «Республика ШКИД» (1927) и «Лёнька Пантелеев» (1939), а также рассказам и сказкам для детей.

## Псевдоним
Будучи в детском доме, Алексей отличался таким крутым нравом, что получил прозвище «Лёнька Пантелеев» по имени известного петроградского налётчика тех лет. В качестве литературного псевдонима он оставил «Л. Пантелеев». Буква «Л» в этом псевдониме не расшифровывается. Встречаются расшифровки «Леонид Пантелеев» и «Леонид Иванович Пантелеев», сам Алексей Иванович против них протестовал. На надгробии надпись «Алексей Иванович Пантелеев-Еремеев».

## Биография
Существует два варианта биографии Алексея Еремеева до того, как он был отправлен в ШКИД.

### Первый вариант биографии
В автобиографической повести «Ленька Пантелеев» ранние годы (до поступления в Школу-коммуну имени Достоевского) изложены следующим образом. Будущий писатель родился в Санкт-Петербурге в семье казачьего офицера хорунжего Ивана Адриановича Еремеева, выходца из старообрядцев, героя Русско-японской войны, впоследствии унаследовавшего семейное дело — торговлю лесом и дровами. Мать, Александра Васильевна, происходила из купеческой семьи. В семье было трое детей — Алексей, Василий (1910—1944) и Александра, которую в семье называли Лялей.
Во время Первой мировой войны, несмотря на то, что отец происходил из религиозной семьи и расторжение брака было незаконно, родители расстались. Отец уехал на лесозаготовки во Владимир и умер там в 1916 году; мать осталась одна с тремя детьми, зарабатывая на жизнь уроками музыки. В 1916 году Алексей поступает во 2-е Петроградское реальное училище. В октябре 1917 тяжело заболел и пролежал всю Октябрьскую революцию.
В 1918 году, спасаясь от голода в Петрограде, семья переехала в село Чельцово Ярославской губернии. Там, на фоне разворачивающейся Гражданской войны, Алексей заболел дифтеритом и вместе с матерью уехал в Ярославль, к врачу. В Ярославле в это время началось Ярославское восстание. Гостиницу «Европа», в которой они остановились, непрерывно обстреливали, несколько раз Алёша сталкивался с белогвардейцами, семье пришлось бежать из Ярославля обратно в Чельцово. После подавления восстания вернулись в Ярославль, где выяснилось, что Лёша полностью здоров.
Осенью мать нашла работу в маленьком городке Мензелинске Уфимской губернии, куда семья и переехала.
В начале 1919 года мать уехала в Петроград. Вся семья переболела тифом и дизентерией, Лёша попал в больницу. После выздоровления, вернувшись домой, обнаружил, что вся семья слегла, а брат Вася отправился учиться и работать на сельскохозяйственную ферму. Проблемы по добыванию денег легли на Лёшу. Вначале он неудачно торговал на базаре, затем его тоже отправили на ферму к брату, где, по его словам, били и научили воровать. Через два месяца Лёша сбежал оттуда обратно к тётке, но не смог там остаться и отправился в детский дом. Там он пробыл недолго, с приятелями они ограбили склад, и его задержали при сбыте краденого, после чего перевели в другой детский дом, откуда он сбежал в первый же день. Приняв решение пробираться в Петроград, попытался доехать до Рыбинска на пароходе, но рядом с Казанью всех пассажиров высадили, и ему пришлось идти в Казань пешком. Там устроился помощником сапожника и, проработав всё лето, осенью вновь собрался в путь.
В дороге вновь начав воровать, был пойман и отправлен в Мензелинск, в детскую колонию имени III Интернационала. В колонии было голодно и грязно, поэтому в начале зимы сбежал оттуда, пытался воровать, затем устроился в финотдел курьером, но практически сразу же по собственной неосторожности попал в больницу. Когда выписался оттуда, оказалось, что ему некуда идти. Его подобрала городская организация комсомола. Ему предоставили жильё, положили зарплату и паёк, отправили учиться в профессиональную школу. Там стал писать стихи и пьесы.
В феврале 1920 года в Мензелинске началось крестьянское восстание, в результате которого было много жертв. Весной 1920 года Алексей снова решил пробираться в Петроград, но не добрался туда: попал под полозья саней, один сапог порвался, и дальше не было сил идти. Заболел плевритом, но его выходили крестьяне Кувшинниковы, у которых он прожил лето 1920 года.
Осенью сел на первый попавшийся поезд, шедший в Уфу, затем, постоянно меняя поезда, доехал до Белгорода. Там его заметили агенты ЧК и сняли с поезда. В ЧК ему выдали справку, что он является беспризорным и едет в Петроград, дали на дорогу хлеба и денег. В поезде его обокрали, а контролёры высадили на ближайшей станции. Год скитался по Украине, пытался работать, порой воровал, торговал папиросами, а летом 1921 года, вновь решив ехать в Петроград, сел на первый поезд до Курска и оттуда уже вернулся в Петроград. Ему удалось отыскать свою семью; все оказались живы и здоровы. Лёша стал искать работу и устроился к частнику развозить лимонад. Там ему не платили, он бросил эту работу и поступил в бывшую гимназию Гердер, реорганизованную в Единую трудовую школу № 149, однако в школе ему было трудно учиться из-за взаимоотношений внутри класса.
Продолжил писать стихи. Мать устроилась на хорошую работу и давала ему каждый месяц определённую сумму денег. Почти все деньги он тратил на книги. Вскоре был исключён из школы. Из-за проблем с деньгами стал выкручивать электрические лампочки и продавать на базаре, но был пойман и отправлен в Школу социально-индивидуального воспитания имени Достоевского для трудновоспитуемых (ШКИД), созданную В. Н. Сорока-Росинским.

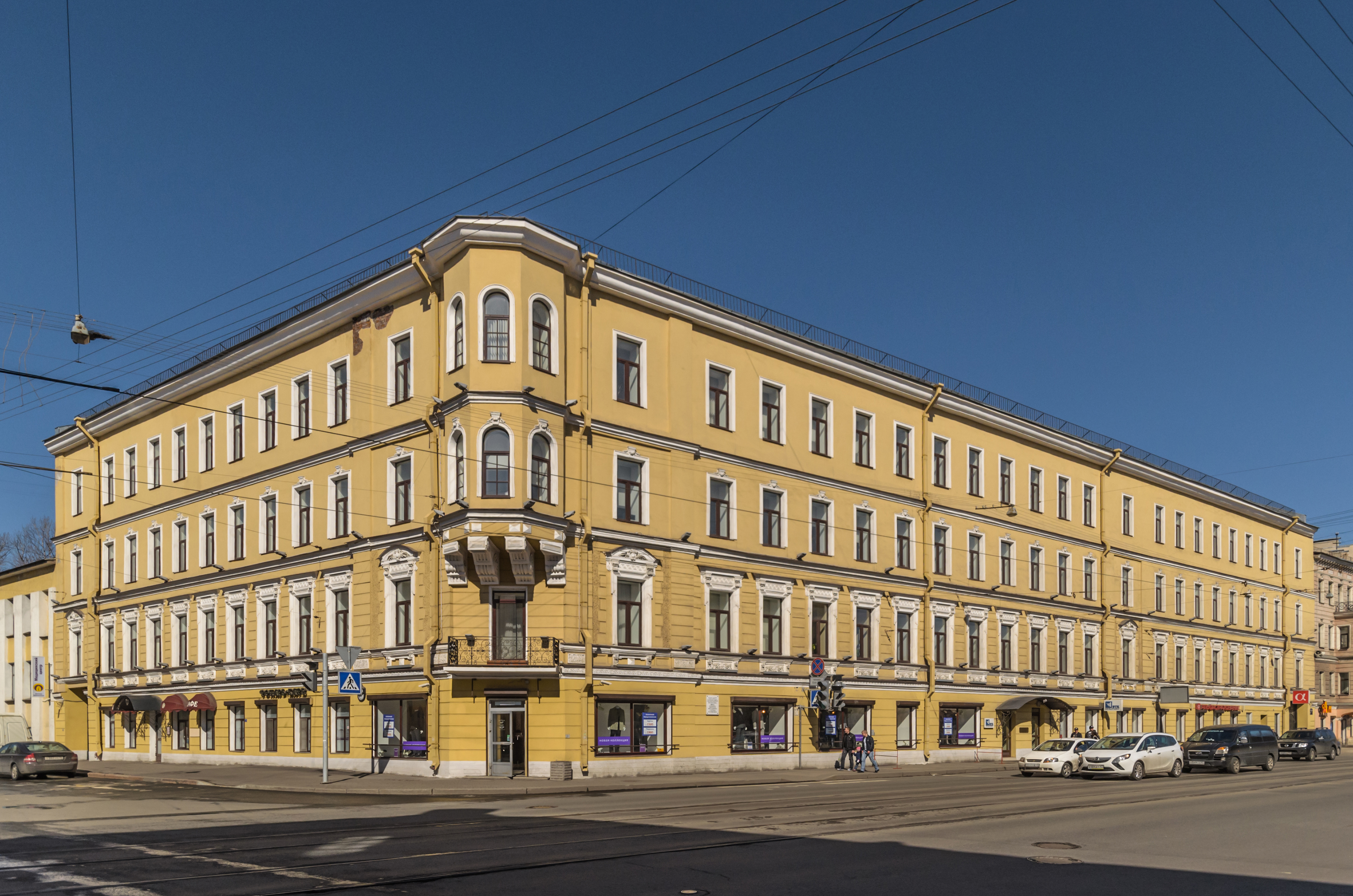
Старо-Петергофский проспект, дом 19

### Второй вариант биографии
В первом издании «Республики ШКИД» (1927 год) о ранних годах и о семье будущего писателя рассказано в главе «Ленька Пантелеев» иначе. Там сообщается, что писатель происходил из разоренной революцией дворянской семьи. Отец будущего писателя был расстрелян в 1919 году «на снежных пустырях Архангельска». После окончания гражданской войны «разорённая революцией дворянская семья» будущего писателя с гувернанткой (всего семь человек) жила в одной комнате площадью 6 квадратных сажен у тётки, «богатой прежде и сохранившей своё богатство за бурные годы». Будущий писатель был отправлен на комиссию по делам несовершеннолетних после того, как был пойман на получении по поддельным (якобы оплаченным) магазинным выпискам-чекам продуктов в магазине Пепо. Подростка-правонарушителя на комиссии по делам несовершеннолетних выбрал для ШКИД сам Сорока-Росинский.

### Дальнейшая судьба
В Школе познакомился с Григорием Белых и заслужил прозвище Лёнька Пантелеев за уголовное прошлое — по имени известного петроградского налётчика тех лет. Его он и оставил в качестве литературного псевдонима.
В 1923 году они вместе с Г. Белых «заболели» кинематографом, оба ушли из школы и отправились в Харьков, где поступили на курсы киноактёров, но потом бросили это занятие. Некоторое время занимались бродяжничеством. В конце 1925 года возвратились в Ленинград и написали повесть «Республика ШКИД», которая вышла в свет в 1927 году.
В начале 1927 года под свежим впечатлением от прочитанного Максим Горький много раз писал о «Республике ШКИД» в своих статьях и письмах А. Макаренко, К. А. Федину, М. М. Пришвину, С. Н. Сергееву-Ценскому и другим. До 1936 года «Республика Шкид» только на русском языке переиздавалась десять раз, была переведена на многие зарубежные языки и языки народов СССР.
Пантелеев познакомился с другими ленинградскими литераторами: С. Я. Маршаком, Е. Л. Шварцем, В. П. Лебедевым, Н. М. Олейниковым. Юмористические рассказы и фельетоны Г. Белых и Л. Пантелеева стали печатать журналы «Бегемот», «Смена», «Кинонеделя». В 1933 году написал повесть «Пакет», посвящённую Гражданской войне. В начале 1936 года принял активное участие во Всесоюзном совещании по детской литературе. Пантелеев стремился понять психологию и мотивацию поведения ребёнка, много внимания уделял исследованию внутреннего мира своих юных и взрослых героев.
В 1935 Григорий Белых был арестован и в 1938 году погиб в тюрьме. На Л. Пантелеева тоже возводились различные обвинения. Ему удалось избежать ареста, в частности, благодаря поддержке К. И. Чуковского и С. Я. Маршака, которые были экспертами по его творчеству.
С началом Великой Отечественной войны остался в осаждённом городе и почти постоянно писал заметки о блокадной жизни в Ленинграде. В марте 1942 года находился на грани жизни и смерти от дистрофии, четыре месяца жил без продуктовых карточек, так как его лишили прописки. В июле 1942 года А. А. Фадеев вывез тяжелобольного Л. Пантелеева на самолёте в Москву.
Снова писатель приехал в родной город по командировке ЦК ВЛКСМ в январе 1944 года в канун снятия блокады и разгрома немцев под Ленинградом.
На войне погиб его брат Василий.
После войны много пишет, дружит с Е. Л. Шварцем, К. И. Чуковским. Вскоре женится на писательнице Элико Семёновне Кашия (1914—1983), в 1956 году у них рождается дочь Маша (в студенческие годы у неё обнаружилось психическое заболевание, она умерла в 1990 году). В 1966 году публикует книгу «Наша Маша», своеобразный родительский дневник. В изданной посмертно автобиографии задает сам себе вопрос о дочери: "Что лучше: здоровая и безбожница или больная, но верующая? И дает на него ответ :«Если третьего не дано — лучше второе».
Скончался 9 июля 1987 года в Ленинграде. Похоронен на Большеохтинском кладбище (единоверческий участок).
Через три года дочь писателя была похоронена рядом с отцом.

## Отзывы
В своих более поздних произведениях для детей Пантелеев проявляет себя хорошим психологом, избегает политической дидактики, равно как и упрощения, «как у детей»; он пишет плотно, увлекательно и человечески трогательно.
Бенедикт Сарнов вспоминал: «Я дебютировал в литературе книжкой о таком замечательном человеке и прекрасном писателе Алексее Ивановиче Пантелееве, мы были с ним знакомы, потом даже подружились, хотя он был гораздо старше меня. Он был очень честным не только в личном, но и в литературном плане, очень честный и щепетильный литератор. Он всегда старался писать скрупулёзную такую правду, проверенную, выверенную».

## Адреса в Ленинграде (Петербурге)

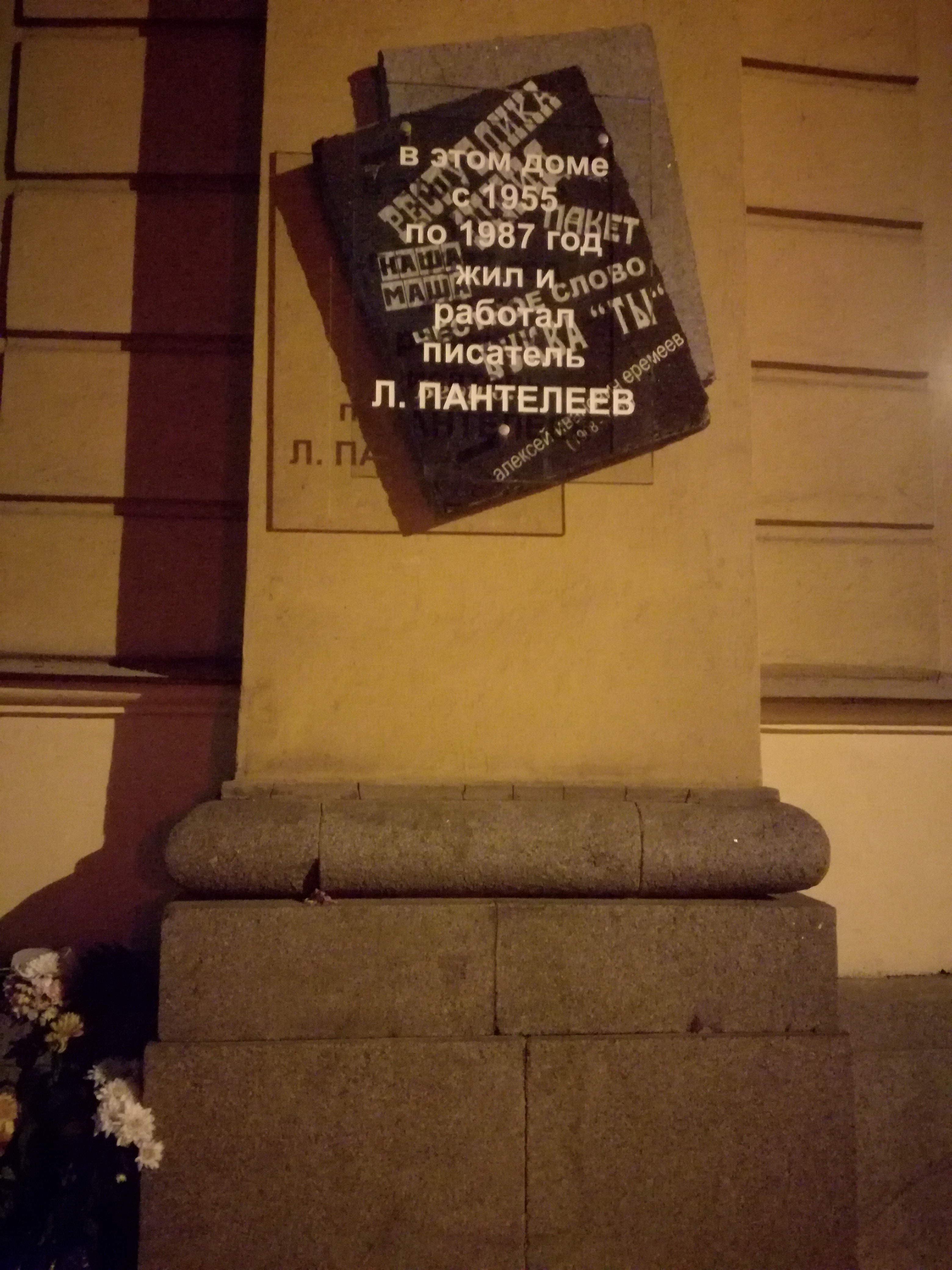
Мемориальная доска в Ленинграде. Малая Посадская ул., дом 8

- С 1908 по 1918 — набережная реки Фонтанки, 140
- С 1934 по 1937 — улица Чайковского,75[15]
- С 1955 года — жилой дом Литфонда — Писательский дом, Малая Посадская ул., дом 8 (мемориальная доска).

### Собрания сочинений
- Собрание сочинений в 4-х томах. Л., Детская литература, 1983—1985
- Собрание сочинений в 4-х томах. Л., Детская литература, 1970—1972, 300 000 экз.

### Повести
- «Республика Шкид» (1927, совместно с Григорием Белых)
- «Лёнька Пантелеев» (1939; новый вариант в 1952)
- «Наша Маша» о своей дочери (1966)
- «Верую!» — автобиографическая повесть (впервые опубликована в 1991 году, согласно завещанию писателя, через три года после его кончины
  - Я верую! Главы из автобиографической книги Предисловие В. Глоцера

### Рассказы и сказки
- Последние халдеи (1931—1939)
  - Банщица
  - Господин академик
  - Графолог
  - Мадонна Канавская (Мисс Кис-Кис)
  - Маруся Фёдоровна
  - Налётчик
  - Травоядный дьякон
  - География с изюмом
- Магнолии (1927)
- Американская каша (1932)
- Зелёные береты (1962)
- Пакет (1931)
- Рассказы о Кирове
  - Рассказ артиллериста (1941)
  - Рассказ путиловца (1946)
- Первый подвиг (1946)
- Приказ по дивизии (1948)
- Гвардии рядовой (1943)
- В тундре (1943—1976)
- Карлушкин фокус (1928)
- Портрет (1928)
- Часы (1928, экранизирован)
- Дом у Египетского моста
  - Лопатка (1973)
  - Собственная дача (1973)
  - Сто почтовых марок (1974)
  - Маленький офицер (1978)
- Рассказы о Белочке и Тамарочке
  - На море (1940)
  - Испанские шапочки (1940)
  - В лесу (1940)
  - Большая стирка (1947)
- Задача с яблоками (1939)
- Фенька (1967)
- Карусели (1967)
- Как поросёнок говорить научился (1963)
- Раскидай (1939)
- Свинка (1939)
- Весёлый трамвай (1939)
- Трус (1941)
- Две лягушки (1938)
- Буква «ты» (1945)
- Честное слово (1941)
- Долорес (1942, опубликован в 1948)
- Главный инженер (1944)
- Индиан Чубатый (1952)
- Камилл и учитель (1940)
- Маринка (1943)
- Новенькая (1943)
- Ночка (1939)
- Платочек (1952)
- На ялике (1943)
- Маленькие рассказы
  - Настенька (1960)
  - Брат алкоголика (1960)
  - Плоды просвещения (1960)
  - Всепоглощающая любовь (1960)
  - Спички (1962)
  - Кожаные перчатки (1962)
- Живые памятники (1964)
- В осаждённом городе (1965)
- Январь 1944 (1966)
- У Щучьего озера (1963)
- Рейс No 14-31-19 (1978)
- Земмель (1977)
- Экспериментальный театр (1978)
- Инженер (1984)

### Литературные портреты
- Рыжее пятно (1953)
- Братишка наш Будённый… (1973)
- Маршак и Людоед (1975)
- Квитко
- Тырса (1966)
- Шварц (1965)
- Письмо в Соловьёвку
- Ни на один оборот
- Гостиница «Лондонская»
- История одного автографа

### Одноактные пьесы
- Анечка (1942)
- Ночные гости (1944)

### Статьи
- Искусство быть читателем (1970)
- Как воздух (1973)
- Как я работаю (1978)
- 23 сентября 1924 года (Из воспоминаний старого ленинградца) (1956)
- Только в Шкиду! (1973)
- Где вы, герои «Республики ШКИД»? (1967)
- О милосердии (1973)
- Хуже трусости (1968)
- История моих сюжетов (1977)
- Как я стал детским писателем (1979)
- О названии улиц (1959)
- Ещё раз о том же (1962)
- Рисуют дети блокады (1970)
- Без компаса (1960)
- Моральная тема (1961)
- Игра с огнём (1972)
- Ответ г-же Падма Дэви Шарма (1969)

## Экранизации
- 1965 — Пакет (режиссёр Владимир Назаров)
- 1966 — Республика ШКИД (фильм)
- 1968 — Золотые часы (режиссёр Марк Толмачёв)
- 1978 — Честное слово (мультфильм)

## Телепередачи
- 1984 — Весёлый трамвай (выпуск детской телепередачи «Будильник», в котором инсценировались некоторые произведения Л. Пантелеева: стихотворение «Весёлый трамвай», сказка «Две лягушки», рассказы «Честное слово», «Буква „Ты“» и «Большая стирка» (один из «Рассказов о Белочке и Тамарочке»). В телеспектакле приняли участие Татьяна Веденеева, Людмила Ильина, Михаил Глузский и Геннадий Бортников[16].